# Соловьёв, Николай Яковлевич
Николай Яковлевич Соловьёв (6 (18) ноября 1845, Рязань — 27 ноября (9 декабря) 1898, Юхнов) — русский драматург.

## Биография
Родился в городе Рязань, в семье архитектора. В шестилетнем возрасте Николай остался без скончавшегося отца. Финансовых средств у матери осталось недостаточно, и она была вынуждена переехать к своей сестре А. Ф. Соколовой в её имение в селе Якшуново Калужской губернии. Получив домашнее обучение, поступил в Калужскую мужскую гимназию. Во время учёбы увлекался пением, литературой и особенно театром — принимал участие в любительских театральных кружках, был завсегдатаем постановок Калужского театра, предпринимал первые попытки писать пьесы. В 1861 году окончил гимназию и уже со следующего, 1862 года, работал комнатным надзирателем в благородном пансионе при гимназии.
С 1865 года — вольный слушатель Московского университета. Живя в Москве, часто посещал Малый театр. В это же время писал свою первую пьесу «Куда деваться». Однако последовавшие за ней произведения не одобрялись либо цензурой, либо театрально-литературным комитетом.
Не окончив курса в Московском университете, под грузом финансовых проблем переехал в Мосальск Калужской губернии, где в 1869—1873 годах работал учителем арифметики и геометрии в местном уездном училище и женской прогимназии. Там же Соловьёв продолжал писать литературные произведения, используя в них собственные наблюдения за жителями уездного города и деревень. Однако пьесы по-прежнему не проходили цензуру.
В попытке решить свои личные, финансовые и творческие проблемы Соловьёв в 1873 году оставил Мосальск и уехал сначала в Санкт-Петербург, а потом в Москву. Однако желаемого результата переезды не принесли.
В 1874 году под давлением материальных трудностей и неудач в литературной деятельности Соловьёв оставил мирскую жизнь, стал послушником в Николо-Угрешском монастыре, где также занимался учительской деятельностью в воскресной школе при монастыре. Однако даже в монастыре он писал пьесы «Разладица», «Кто ожидал?» и ряд других. В стенах монастыря Соловьёв познакомился в 1874 году с Константином Леонтьевым, который и помог ему войти в литературную среду. Леонтьев передал пьесы Соловьёва актёру Малого театра И. В. Самарину («Разладица») и драматургу А. Н. Островскому («Кто ожидал?»). Константин Леонтьев, невзирая на неоднократные конфликты, стал близким другом Николая Соловьёва до их ссоры в имении Леонтьева Кудиново (Калужская губерния) в июле 1879 года и, хотя в дальнейшем конфликт будет сглажен, однако прежних отношений никогда более не было.

В 1876 году Соловьёв лично познакомился с А. Н. Островским, а затем, в мае, посетил его в усадьбе Щелыково. Перед поездкой Соловьёва К. Н. Леонтьев написал ему 9 апреля письмо, в котором, давая советы, во-многом описал предстоявшие проблемы во взаимоотношениях трёх авторов: 
… он поможет вам усовершенствовать форму ваших произведений, улучшит сценические приёмы ваши, отучит употреблять такие семинарские выражения, как дуэтировать, планировать (их никогда не употребляют светские люди) и т. п.
… вы и идеально и практически больше выиграете, если подчинитесь влиянию Островского со стороны формы, а меня будете помнить, хотя немного, со стороны духа и направления.
В Щелыково Островский и Соловьёв работали над пьесами «Счастливый день», а также «Кто ожидал?», которая сначала изменила название на «Конец — делу венец», а потом обрела и своё окончательное имя «Женитьба Белугина». По совету Островского Николай Яковлевич в том же году оставил монастырь. Кроме того, А. Н. Островский помог Соловьёву занять место на государственной службе и уже в марте 1876 года получить денежную ссуду в обществе русских драматических писателей и оперных композиторов.
В 1877—1878 годах Н. Я. Соловьёв вновь жил и преподавал в Мосальске, что не мешало ему работать над пьесами вместе с Островским, периодически навещая его в Щелыково. В качестве прототипов пьес ему вновь послужили некоторые местные жители. Он создал основы пьес, которые были в дальнейшем переработаны совместно с Островским. В соавторстве они написали четыре пьесы: «Счастливый день» (1877), «Женитьба Белугина» (1877), «Дикарка» (1879), «Светит, да не греет» (1880). Пьесы пользовались значительной популярностью и были поставлены на сценах многих театров страны, в том числе, ведущих: Императорском Московском Малом театре и Александринском театре. Ещё при жизни Соловьёва спектакли по пьесам «Женитьба Белугина» и «Дикарка» поставлены за границей, в частности, в пражском Национальном театре в 1887 и 1888 годах режиссёром Йозефом Шмагой.

Несмотря на плодотворность сотрудничества, оно болезненно воспринималось обоими авторами. Соловьёв, предоставляя на рассмотрение Островскому свои пьесы, считал их практически завершёнными. Однако в итоге приходилось перерабатывать их почти полностью, менять названия. Так, «Кто ожидал?» сначала стала носить название «Конец — делу венец», а в конечном итоге — «Женитьбой Белугина»; «Всех устроила!» сменила имя на «Счастливый день»; «Без искупления» на «Дикарка»; а «Чужое счастье» — на «Светит, да не греет». Соловьёв крайне остро воспринимал подобные перемены. В одном из писем К. Н. Леонтьеву он так описывал своё состояние: 
«Из Москвы я уехал со страшным мраком на душе, явился сюда, Островский ждал меня, ждала и неожиданная мною работа, ломка опять почти всей моей пьесы по его плану! (Нечего вам говорить, каково это было мне, я чёрт знает уж на что был готов… просто бросить проклятую эту литературу, — хандра, борьба, думы всякие доводили до отчаяния, я не знал, что я сотворю завтра, послезавтра… Но, наконец, стиснувши зубы, вспомнивши, что у меня теперь, что весь я в каком-то „быть или не быть“, я засел и только в настоящую минуту, поставивши снова дело на ноги, я овладел собою, мне лучше и я могу писать вам!.. Пьеса теперь почти готова и получила она только другое освещение, а душа её та же».

Не менее трудно давалось это сотрудничество и Островскому. По воспоминаниям известного драматурга Петра Михайловича Невежина в разговоре с ним о работе над пьесой «Женитьбой Белугина» Александр Николаевич отмечал: 
«…при переработке Николай Яковлевич не принимал никакого участия. Он бесспорно даровитый человек, но это дарование своеобразно; оно совершенно не культивировано и окутано громадой чего-то ненужного, что приходилось счищать, чтоб добраться до зерна. Я пробовал призывать Соловьёва для совещания, но раскаялся. Своими речами он приводил меня в ужас. … Помаялся я, помаялся, наконец перестал звать его к себе, и всю обузу вынес на своих плечах».
Непростой характер Соловьёва, а также регулярное вмешательство Константина Леонтьева, которому не нравился светский характер влияния Островского на драматурга, способствовало прекращению литературного сотрудничества между ними в конце 1880 года. Несмотря на это, оба писателя продолжали поддерживать отношения.
В 1879 году Соловьёв написал пьесу «На пороге к делу», которая оказалась востребованной театрами и пользовалась определённой популярностью у публики. Малым театром по данному произведению был поставлен спектакль, в котором главную роль Веры Лониной сыграла знаменитая М. Н. Ермолова.
После кончины Островского Соловьёву уже не удавалось установить прочных связей с театрами или издательствами. Пьесы, написанные впоследствии Соловьёвым самостоятельно, подобного успеха не имели.
В 1884 году Николай Яковлевич Соловьёв сочетался браком с Варварой Осиповной Раевской (из известного рода Раевских). В семье родилось пятеро детей, в том числе сын — Григорий Николаевич Соловьёв и дочь — Вера Николаевна Светлова-Соловьёва, впоследствии ставшая актрисой театра, заслуженной артисткой РСФСР. В качестве приданого невесты Соловьёв получил хутор Крутое Щелкановской волости Мещовского уезда (в настоящее время деревня Крутое Юхновского района Калужской области).
В 1886 году семья Соловьёвых переехала в полученную в приданое усадьбу Раевских, расположенную в хуторе Крутое, и проживала в ней в течение десяти лет. В этом же году выходит из печати сборник четырёх пьес Николая Яковлевича («Ликвидация», «Медовый месяц», «Прославились», «Светит, да не греет») под названием «Театр Н. Я. Соловьёва».
С 1896 года Соловьёвы жили в Юхнове. Несмотря на ухудшающееся здоровье, Николай Яковлевич продолжал писать, но его работы оказывались по-прежнему невостребованы. Плохое физическое и моральное состояние окончательно подорвало силы Соловьёва, и 27 ноября (9 декабря) 1898 года в Юхнове он скончался. Похоронен здесь же. Расходы на похороны были покрыты за счёт средств от спектакля, специально организованного М. Г. Савиной, которая также помогла его вдове получить пенсию на содержание семьи.

## Пьесы
Соловьёв — автор 23 пьес, в том числе:
- «Куда деваться» (первая пьеса; 1866);
- «Душевный человек»;
- «Своего рода несчастье»;
- «Слабые нервы»;
- «Разладица»;
- «Просветитель» (1879);
- комедия «На пороге к делу» (1879);
- «Глушь» (1879);
- «На пороге к делу» (1879);
- «Ошибка» (1880);
- комедия «Прославились!» (1881);
- драма «Медовый месяц» (1881);
- драма «Бездольная» (1882);
- комедия «Ликвидация» (1883);
- «Случай выручил!» (1884);
- комедия «Разрыв» (1885);
- «Соперник» (1886);
- «Бесценный человек» (1886);
- комедия «Чрезвычайное происшествие» (1888);
- комедия «Три предложения» (1898);
- «Наследники» (1898);

## Память
- Усадебный дом, в котором жила семья Соловьёвых в хуторе Крутое (деревянный на каменном фундаменте), в настоящее время существует, но находится в аварийном состоянии[18].
- Могила Николая Яковлевича Соловьёва на городском кладбище Юхнова относится к числу объектов культурного наследия регионального значения Калужской области[20].
- В 1910 году в серии «Всемирная библиотека» петербургским издательством «Просвещение» было опубликовано избранное собрание драматических сочинений Соловьёва в двух томах, включившее в себя пьесы: «Ликвидация»; «Медовый месяц»; «Прославились»; «Разрыв»; «Случай выручил»; «Соперник»; «Чрезвычайное происшествие»[21].
- В 1995 году калужский краевед и писатель В. Е. Маслов опубликовал книгу о Н. Я. Соловьёве «Калужский однолюб»[22].